# Davitamon
Davitamon is een Nederlands merk dat vitamines en mineralen in de vorm van supplementen verkoopt.

## Geschiedenis
In 1929 werd het merk Davitamon opgericht door de farmaceut Organon.
Op 1 januari 1974 werd Chefaro, afkomstig van de Organon Groep, zelfstandig. Chefaro hield zich vanaf dit moment bezig met het vervaardigen van receptvrije geneesmiddelen waaronder vitaminepreparaten van Davitamon.
In 2001 werd Davitamon, toen nog onderdeel van Chefaro, onderdeel van het in 1987 opgerichte Omega Pharma. In 2014 werd Davitamon voor ruim 1 miljard overgenomen door het Amerikaanse geneesmiddelenbedrijf Perrigo.

## Boekjes
Midden jaren zestig van de twintigste eeuw heeft Davitamon onder de naam Davitamientje een serie boekjes uitgebracht met titels als "Davietamientje in het circus" en "Davitamientje op de maan".
Vervolgens bracht Davitamon in de jaren 70 het boekje "Rinus, hoe zit 't met je vitamines?" uit over het belang van vitamines voor kinderen. Het boekje was gratis verkrijgbaar in de landelijke drogisterijen.

## Producten
- Davitamon A-D
- Davitamon A-D fluor
- Davitamon 10
- Davitamon 5
- Davitamon Vitamine D met ijzer en koper
- Davitamon B-complex